# 四方世界の王
『四方世界の王』（しほうせかいのおう）は、定金伸治による日本のライトノベル。イラストは記伊孝が担当。講談社BOX（講談社）より2009年1月から2011年8月まで刊行された。
メディアミックスとして、雨音たかしの作画によるコミカライズ版は『月刊少年シリウス』（講談社）2009年12月号から2011年11月号まで連載された後、長期休載となり、2014年4月から6月まではWebサイト『水曜日のシリウス』にて連載された。

## あらすじ
1つの天空に、3つの太陽は輝けない。
母と2人、慎ましく生活してきた少年・ナムル。ある日、シャズという不思議な少女に出会い、心奪われる。特別な存在でなくてもいい、利用されてもいいから側にいたいと感じる。共に神の欠片である「マルドゥークの1/50」を所持する2人は、オリエントの覇権と神位を巡る争いへ身を投じていく。

## 登場人物

### バービルム
物語の舞台となる国（バビロニア）及びその中央に位置する都市（バービルム）。アッカドの地有数の大都市。名前は「神の門（バーブ＝イルム）」に由来する。ウルと並ぶ規模の都市になりつつある、人口約20万の商業都市。
ナムル＝ナーシル
14歳の少年。宮廷の書記を目指して、エサギラ神殿の書記学校に通う。父が亡くなっており、国からの補償金はあるものの、家は決して裕福でないため、学費や生活費のために市場で商取引の代筆屋として働く。
記憶力が良く、人の顔は一度見たら忘れない。「マルドゥークの1/50」を所持する。考えていることがすぐに表情に出てしまう。
シャズ＝フラシュム / ハンムラビ
バービルムの王子。スィーン＝ムバリットの第一子。均整の取れた体格をした凛々しい青年。四方世界を手に入れることを望んでいる。
市井では書記学校に通う14歳の少女“シャズ＝フラシュム”として過ごす。色白で、目は切れ長の三白眼、純黒の瞳と髪をしている。口癖は（主にナムルに対して）「マヌケめ」。強引で自分勝手な性格で、分かりきったことを聞かれると機嫌が悪くなる。シャズとハンムラビ、どちらの姿が本質なのかは明かされていない。
「マルドゥークの1/50」を所持する。自宅は養父が擁する豪邸だが、養子になったのは利用するためだけで、普段は神殿の寮に住み、滅多に帰らない。養父の前では、か弱い少女を演じ、思うままに操る。
イッディンラガマール
シャズの養父。60代の貫禄ある男性。父親というより祖父に近い。シャズを溺愛する。バービルム周辺の経済を牛耳る大商人。神殿や王宮に比するほどの豪邸に住んでおり、個人の館としては市内最大の建築物と言われる。
イッディンラガマール一家はならず者の元締め的存在であるが、マルドゥーク門周辺のいざこざを解決したり、喧嘩の仲裁をするのでただのならず者というよりも義侠の一家として住民の信頼も厚かった。
スィーン＝ムバリット
バービルムの5代目の王。ハンムラビの父。戦争を好む勇猛な王として知られるが、神の威光にすがった、形式を重視するタイプ。
サムスイルナ
ハンムラビ王子の護衛の一人。誠実さと有能さを具現化したような青年。他の護衛と異なり、自らの意志で考える力と判断力を持つ。
イルターニ
ナムルの母親。街の占い師として生活費を稼いでいる。職業的な勘からか、シャズはナムルを不幸にするから関わらない方が良いとナムルに助言する。
アウェール＝ニンウルタ
シッパルの知事。文士然とした思慮深い若い男。駆け引きは苦手で、常に眉根を寄せ苦悩しているような顔つきをしている。スィーン＝ムバリット王にバービルムの現在の立場を理解させるために蜂起せよと、シャムシ＝アダドに示唆され、その率直さに心惹かれ、蜂起を決意する。
アウェール＝ニンスンナ
シッパル知事副官。10代の女性。女性官吏は珍しいため、無用な面倒を避けるために男性のなりと偽名を使っているが、アウェール＝ニンウルタが薄々気づいている以外は、女性であることは気づかれていない。アウェール＝ニンウルタとは、他の部下から陰で「どちらがどちらなのかわからなくなる」と言われるほど姿形が似ている。

### アッシュール
バービルムの北に位置する大国。傭兵シャムシ＝アダドによって、都が落ちた。国土は広大だが、普段は北方の山岳民や蛮族の侵入の攻防に忙殺されるなど、国力はラルサに遠く及ばない。
シャムシ＝アダド
バービルムの北方の国・アッシュールの王。20代後半。無精ひげの精悍な男。傭兵でありながら、たった1人でアッシュールの都を陥落させ、自ら王を名乗った。10年弱で四方世界の半分近くを制覇した英雄。ラルサのアッシュールへの北上を防ぐ堤としてバービルムを利用しようと画策する。文字は読めない。
エレール
シャムシ＝アダドの娘。神秘的な雰囲気を醸し出す。14歳の少女だが、外見は20代に見紛われることもあるほど大人びている。父に厳しい罵り言葉を発するが、その実、互いに愛情に満ちており、父のためなら破滅してもよいと思っている。たとえ禁忌であろうと父の子を産みたいとさえ願う。“エレール”は純潔の意。シュメール時代に失われたとされる、鳥の飛翔による翼の動きで占卜を行う占いの技術を有する。神の小胞に触れることができる。文字の読めない父のために独学で文字を読めるようになった。上の兄2人のあまりの無能さに呆れる。

イシュメ＝ダガン
シャムシ＝アダドの長男。18歳。アッシュールのエカルアトムという都市を治めている。シャムシ＝アダドが10歳の時の息子という噂がある。猜疑心を持たない単純な男。父がエレールのみを連れ歩くことに、親子の間に距離を感じており、劣等感を抱いている。
ヤスマフ＝アダド
シャムシ＝アダドの次男。

### エシュヌンナ
四方世界の東側、アッシュールの隣国。異民族との貿易で豊かになった。重臣の間に派閥があり、会議での議論は意見が衝突して、いつも行き詰まってしまう。
イバルピエル
エシュヌンナの王子。ダドシァの孫。政治も知らず、外交に興味もない17歳の少年。二次性徴が現れず、髭もなく、声も高い。黒く長い髪が特徴。明るく大らかな性格で、天真爛漫。居酒屋に頻繁に出入りし、遊び歩き、ウツケと噂されるが、天性の戦闘の才能を持つ。あだ名は「シャーヌゥ」。直観力に優れ、ダドシァ王からも信頼厚く、国策を議論する場では、相手国の真の要求や狙いを見抜いてしまう。昼間から飲み歩き、泥酔状態で会議に出席したりするので、重臣からの評判は悪い。
ダドシァ
エシュヌンナの王。名君との呼び声が高いが、老齢。孫のイバルピエルを溺愛している。
マシュクム
イバルピエルの世話係。イバルピエルより1歳年上。幼い頃からの学友でもある。毎日怒鳴り過ぎて声がかすれてしまっている。

### ラルサ
バービルムの南に位置する大国。
リム＝スィーン
バービルムの南の国・ラルサの王。エラム出身と言われている。

## 用語
四方世界（しほうせかい）
中央のバービルム、北のアッシュール、南のラルサ、東のエシュヌンナの4カ国を指す。
四方世界の王（しほうせかいのおう）
世界を統一し、神格を得た王のこと。あらゆる神を習合し、世界に安定をもたらす真の王。ナラム＝シンが初めて名乗った。北のアッシュールのシャムシ＝アダドと南のラルサのリム＝スィーンが最有力候補で、中央のバービルム、東のエシュヌンナ、西のマーリが続く。

マルドゥークの小胞（マルドゥークのしょうほう）
マルドゥーク神の欠片。60ある総体の内、1/6の10をマルドゥークが対応し、さらにそれを分割した50の欠片の一部をナムルやシャズが所持する。微小な力ではあるが、使いようによっては剣などの攻撃を避けたり、人を殺すことができる。シャムシ＝アダドやエレールには、「冥界（クルヌギ）の泡」と呼ばれる。物や体の一部が切断されたように見えるが、泡を通じて繋がっている。
多胞体（たほうたい）
多面体にもう一つ方向を加えた世界の中で、複数の立体に囲まれた形態。

マルドゥーク
バービルムの神。
60（シュシュ）
アヌ神を示す。
50（ハンシュ）
エンリル神を示す。リム＝スィーンが所持。
40（エルバ）
エア神を示す。リピト＝エア（アトラハシース）が所持。
30（シャラーシャ）
月の神・スィーンを示す。ベルシャルティ・ナンナが所持。
20（エシュラ）
太陽神・シャマシュを示す。リム＝スィーンが所持していたが、後にウガルへ譲られる。
15（ハミシュシェレト）
愛と戦闘の女神・イシュタルを示す。エリシュティシュタルが所持。
10（エシュル）
バービルムの都市神、国を守護する軍神。マルドゥーク神を象徴する。
6（シシュ）
アダド神を示す。エレールが所持。
シッパル
バービルム市の北方の都市。アッシュールからバービルムに入る時には通らねばならない国境の要衝。四方世界の中でも最古の歴史を持つ。

エラム
エシュヌンナの更に東にある異民族国家。四方世界の『外』の国と認識されており、蛮族の国と認識されている。首都はスーサ。
デール
エシュヌンナとエラムの間にある都市。東方貿易には重要な地域。ラルサのリム＝スィーンに従属している。

## 既刊一覧

### 小説
- 定金伸治（著）・記伊孝（イラスト） 『四方世界の王』 講談社〈講談社BOX〉、全6巻
  1. 「総体という名の60（シュシュ）」2009年1月5日初版発行（1月6日発売[1]）、ISBN 978-4-06-283695-1
  2. 「あるいは50（ハンシュ）を占める長子」2009年2月2日（2月3日発売[2]）、ISBN 978-4-06-283700-2
  3. 「40（エルバ）の智は水のごとく流れる」2009年3月2日（3月3日発売[3]）、ISBN 978-4-06-283703-3
  4. 「あらゆるものの半身、月齢の30（シャラーシャ）」2009年4月1日（4月2日発売[4]）、ISBN 978-4-06-283706-4
  5. 「荒ぶる20（エーシュラ）の太陽と変異」2010年6月1日（6月2日発売[5]）、ISBN 978-4-06-283711-8
  6. 「すべての四半分は女の15（ハミシュシェレト）」2011年8月1日（8月2日発売[6]）、ISBN 978-4-06-283715-6

### 漫画
- 定金伸治（原作）・雨音たかし（作画） 『四方世界の王』 講談社〈シリウスKC〉、全5巻
  1. 2010年5月21日発売[7]、ISBN 978-4-06-376221-1
  2. 2010年9月9日発売[8]、ISBN 978-4-06-376237-2
  3. 2011年3月9日発売[9]、ISBN 978-4-06-376263-1
  4. 2011年10月7日発売[10]、ISBN 978-4-06-376293-8
  5. 2014年8月8日発売[11]、ISBN 978-4-06-376485-7